# Бель, Жан-Пьер
Жан-Пьер Бель (фр. Jean-Pierre Bel; род. 30 декабря 1951, Лавор, Тарн) — французский политик, член Социалистической партии, председатель Сената с 1 октября 2011 года по 30 сентября 2014 года. Сенатор с 1998 года, лидер фракции социалистов в Сенате с 2004 года.

## Биография

### Происхождение, образование, семья
Жан-Пьер Бель родился в семье активистов Движения Сопротивления коммунистических взглядов. Его отец был исполнительным директором по продажам, а мать была обычным почтовым служащим.
Окончил Университет общественных наук в Тулузе.
В 1977—1982 гг. работал в качестве главы курорта в Фон-Роме и директором туристического офиса.
Первой женой Жана-Пьера Беля в 1985—2001 гг. была дочь Роберта Ноди, председателя Генерального совета департамента Арьеж. От этого брака у него две дочери. В 2009 году он повторно женился.

### Политическая карьера
Первоначально Бель был активистом Революционной коммунистической лиги, которую покинул в 1978 году. В 1983 году вступил в Социалистическую партию.
В 1992 году стал мэром Мижане в Арьеже, а также региональным советником Южных Пиренеев.
В 1997—1998 гг. был советником Даниэля Веллана, министра по связям с парламентом.
27 сентября 1998 года избран в Сенат от Арьежа.
В 2001—2004 гг. был секретарём Сената.
После выборов в Сенат 2004 года сменил Клода Эстье на посту лидера фракции социалистов.
1 октября 2011 года избран Председателем Сената после победы социалистов на выборах. За него проголосовало 179 сенаторов. Бель стал первым социалистом, возглавившим Сенат Франции за период Пятой Республики. Должность занимал до 30 сентября 2014 года.